# استان فنلاند شرقی
استان فنلاند شرقی (به فنلاندی: Itä-Suomen lääni) یک استان در کشور فنلاند بود که در ۱ سپتامبر ۱۹۹۷ میلادی تأسیس شده‌بود و پس از تقسیمات اداری جدید فنلاند، در تاریخ ۱ ژانویه ۲۰۱۰ میلادی منسوخ شد.

## خصوصیات
استان فنلاند شرقی ۴۸٬۷۲۶ کیلومترمربع مساحت و ۵۶۹٬۸۳۲ نفر جمعیت دارد.